# Riencourt
Riencourt (picardisch: Riancourt) ist eine nordfranzösische Gemeinde mit 183 Einwohnern (Stand 1. Januar 2022) im Département Somme in der Region Hauts-de-France. Die Gemeinde liegt im Arrondissement Amiens, ist Teil der Communauté de communes Somme Sud-Ouest und gehört zum Kanton Ailly-sur-Somme.

## Geographie
Riencourt liegt westlich des Saint-Landon an der Départementsstraße D69 von Hangest-sur-Somme nach Molliens-Dreuil und rund sechs Kilometer nördlich von Molliens-Dreuil. Im Westen der Gemeinde erstreckt sich der Wald Bois de Riencourt.

## Einwohner
| 1962 | 1968 | 1975 | 1982 | 1990 | 1999 | 2006 | 2011 |
| ---- | ---- | ---- | ---- | ---- | ---- | ---- | ---- |
| 232  | 224  | 213  | 203  | 216  | 196  | 168  | 193  |

## Verwaltung
Bürgermeister (maire) ist seit 2008 Gaël Caux.

## Sehenswürdigkeiten
- Kirche Saint-Gervais et Saint-Protais mit Chor aus dem 16. Jahrhundert, 1926 als Monument historique eingetragen (Base Mérimée PA00116230)